# Piper matangaum
Piper matangaum är en pepparväxtart som beskrevs av C. Dc.. Piper matangaum ingår i släktet Piper och familjen pepparväxter. Inga underarter finns listade i Catalogue of Life.